# Kenya Hathaway
Kenya Canc'Libra Hathaway (Chicago, 1 januari 1971) is een Amerikaanse R & B- en jazzzangeres, die actief is als achtergrondzangeres.
Hathaway, de dochter van zanger Donny Hathaway en de zus van Lalah Hathaway, studeerde aan Berklee College of Music. Ze zong mee op albums van onder meer Lee Ritenour, George Duke, Stevie Wonder, Christina Aguilera, Celine Dion, Johnny Mathis en Boney James. Ook zong ze zo'n dertig keer in het achtergrondkoor van American Idol.